# Liga de Campeones Árabe 1996
La Liga de Campeones Árabe 1996 es la duodécima edición de este torneo de fútbol a nivel de clubes árabes organizada por la UAFA y que contó con la participación de 7 equipos representantes de África del Norte, Medio Oriente y África del Este, 3 menos que en la edición anterior.
El Al-Ahly de Egipto venció al Raja Casablanca de Marruecos en la final jugada en El Cairo, Egipto para ser el primer club de Egipto en ganar el torneo.

## Fase de grupos
Todos los partidos se jugaron en El Cairo, Egipto.

### Grupo A
| Club         | J | G | E | P | GF | GC | GD  | Pts. |
| ------------ | - | - | - | - | -- | -- | --- | ---- |
| Al-Ahly      | 2 | 2 | 0 | 0 | 12 | 1  | +11 | 6    |
| Shabab Rafah | 2 | 1 | 0 | 1 | 1  | 7  | −6  | 3    |
| USM Blida    | 2 | 0 | 0 | 2 | 1  | 6  | −5  | 0    |

| Local        | Resultado | Visita       |
| ------------ | --------- | ------------ |
| Al-Ahly      | 5-1       | USM Blida    |
| Shabab Rafah | 0-7       | Al-Ahly      |
| USM Blida    | 0-1       | Shabab Rafah |

### Grupo B
| Club              | J | G | E | P | GF | GC | GD | Pts. |
| ----------------- | - | - | - | - | -- | -- | -- | ---- |
| Raja Casablanca   | 3 | 2 | 1 | 0 | 10 | 1  | +9 | 7    |
| Al-Hilal FC       | 3 | 1 | 1 | 1 | 4  | 2  | +2 | 4    |
| Al-Hilal Omdurmán | 3 | 1 | 0 | 2 | 3  | 8  | −5 | 3    |
| Al-Wehdat         | 3 | 1 | 0 | 2 | 3  | 9  | −6 | 3    |

| Local             | Resultado | Visita            |
| ----------------- | --------- | ----------------- |
| Al-Hilal Omdurmán | 2-3       | Al-Wehdat         |
| Al-Hilal FC       | 1-1       | Raja Casablanca   |
| Raja Casablanca   | 4-0       | Al-Wehdat         |
| Al-Hilal FC       | 0-1       | Al-Hilal Omdurmán |
| Raja Casablanca   | 5-0       | Al-Hilal Omdurmán |
| Al-Wehdat         | 0-3       | Al-Hilal FC       |

## Fase final
|  | Semifinales                | Semifinales     |   |  | Final                      | Final |  |
|  |                            |                 |   |  |                            |       |  |
|  |                            |                 |   |  |                            |       |  |
|  | El Cairo, 14 de septiembre |                 |   |  |                            |       |  |
|  | Al-Ahly (pró.)             | 2               |   |  |                            |       |  |
|  | Al-Hilal                   | 1               |   |  |                            |       |  |
|  |                            |                 |   |  |                            |       |  |
|  |                            |                 |   |  | El Cairo, 16 de septiembre |       |  |
|  |                            |                 |   |  | Al-Ahly                    | 3     |  |
|  |                            | Raja Casablanca | 1 |  |                            |       |  |
|  |                            |                 |   |  |                            |       |  |
|  |                            |                 |   |  |                            |       |  |
|  |                            |                 |   |  | Tercer lugar               |       |  |
|  | El Cairo, 14 de septiembre |                 |   |  |                            |       |  |
|  | Shabab Rafah               | 0               |   |  |                            |       |  |
|  | Raja Casablanca            | 7               |   |  |                            |       |  |

## Campeón
| Liga de Campeones Árabe 1996 |
| ---------------------------- |
| Bandera de Egipto            |
| Al-Ahly 1° título            |